# Disturbed
Disturbed je američki metal i heavy metal sastav, osnovan 1996. godine u Chicagu.
Svoj prvi koncert imali su u ožujku 2000., poslije objavljivanja albuma The Sickness. Iste godine ih Ozzy Osbourne poziva da nastupaju na Ozzfestu, poslije kojeg su postali poznati u SAD-u. U Europi su nastupali kao predgrupa s Marilyn Mansonom. Do sada su objavili šest studijskih albuma, a 2011. objavili su da idu na "nedefiniranu pauzu". 23. lipnja 2015. godine, Disturbed se vraćaju u karijeru i najavljuju svoj šesti studijski album Immortalized.

## Simbol
Simbol spaja sve religije u jednu – heavy metal

## Članovi
Trenutačna postava
- David Draiman - vokal (1995.-)
- Dan Donegan - gitara (1995.-)
- John Moyer - bas-gitara, prateći vokal (2004.-)
- Mike Wengren - bubnjevi (1995.-)

Bivši članovi
- Steve "Fuzz" Kmak - bas-gitara (1995. – 2003.)

## Diskografija
Studijski albumi
- The Sickness (2000.)
- Believe (2002.)
- Ten Thousand Fists (2005.)
- Indestructible (2008.)
- Asylum (2010.)
- The Lost Children (2011.)
- Immortalized (2015.)
- Evolution (2018.)
- Divisive (2022.)

## Vanjske poveznice
- Službena stranica